# Couepia steyermarkii
Couepia steyermarkii är en tvåhjärtbladig växtart som beskrevs av Bassett Maguire. Couepia steyermarkii ingår i släktet Couepia och familjen Chrysobalanaceae. Inga underarter finns listade i Catalogue of Life.